# Jabing
Jabing (ungarisch Vasjobbágyi, Jobbágyi) ist eine Gemeinde im Bezirk Oberwart im Burgenland in Österreich. Der Anteil der Burgenlandungarn an der Gesamtbevölkerung beträgt 3 %.

## Geografie
Die Gemeinde liegt im Südburgenland am Fluss Pinka. Jabing ist der einzige Ort in der Gemeinde.
| Deutscher Ortsname | Ungarischer Ortsname | Roman Ortsname |
| ------------------ | -------------------- | -------------- |
| Jabing             | Vasjobbágyi          | Batschiba      |

### Nachbargemeinden
| Rotenturm an der Pinka |                                             |                |
|                        | Kompassrose, die auf Nachbargemeinden zeigt | Großpetersdorf |
|                        | Mischendorf                                 |                |

## Geschichte

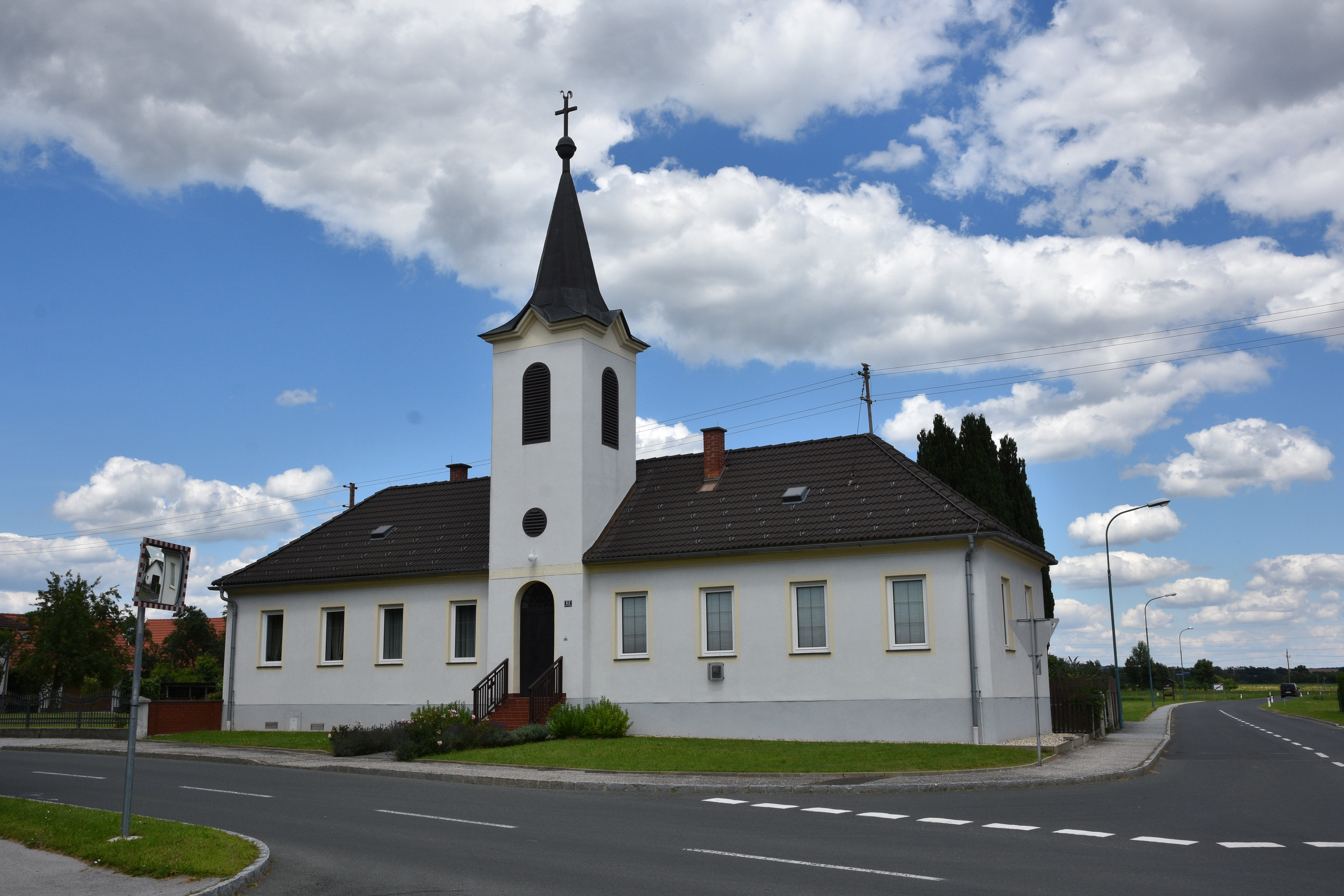
Evangelisches Schul- und Bethaus

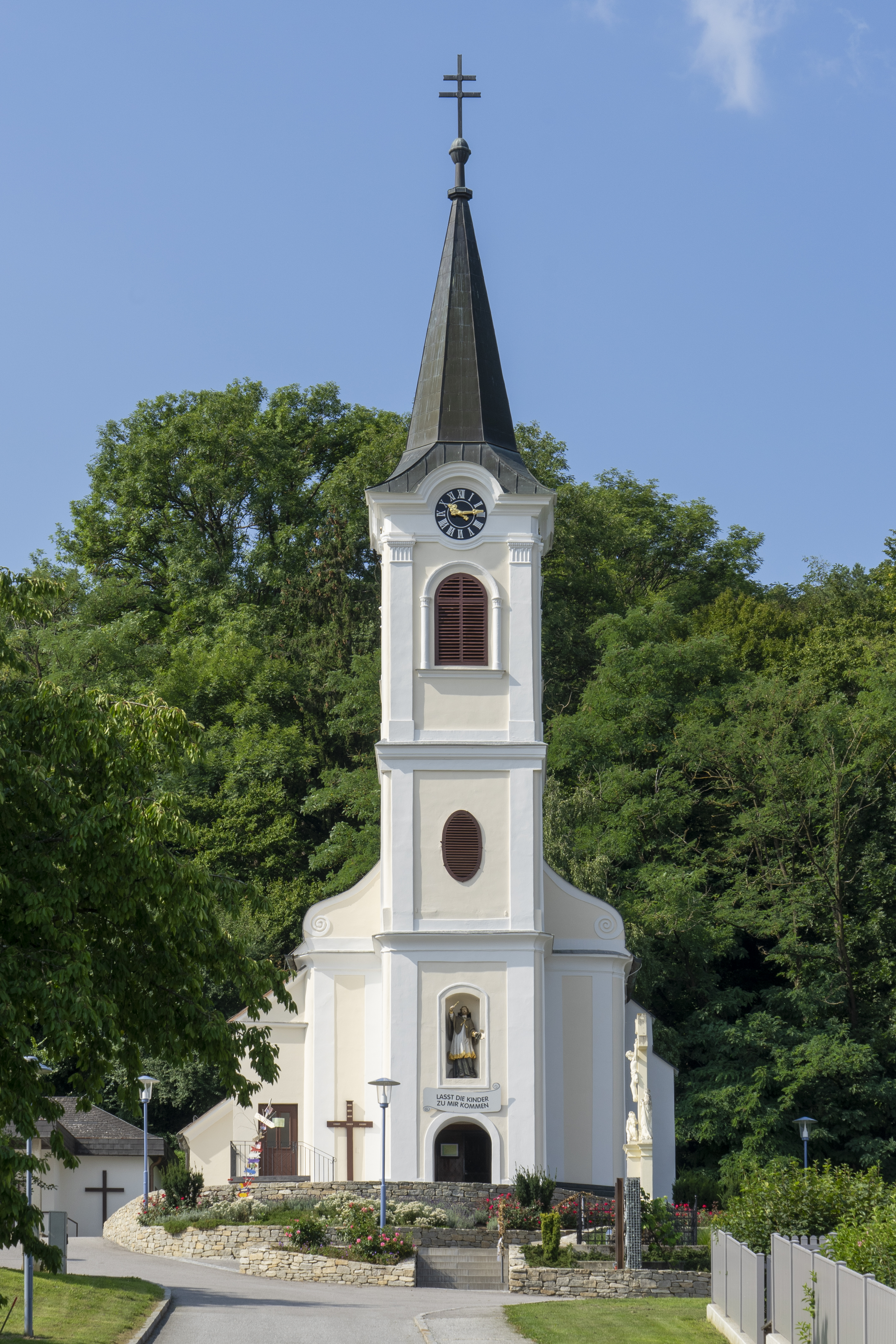
Katholische Pfarrkirche Jabing

Um das Jahr 1440 wird der Ort als jobagyi oder jobbagyi genannt. Die adligen Grundherren des Dorfes, die v. a. in Klein-Jabing siedelten, sahen sich als Nachkommen der Szekler. Die Reformation des 16. Jahrhunderts teilte das Dorf. Die katholische Kirche von Jabing war seit 1698 eine Filiale der Pfarre Großpetersdorf. 1788 erfolgten der Bau und Weihe der römisch-katholischen Pfarrkirche. Die evangelischen Bewohner gehörten als Filialgemeinde zur Gemeinde Siget in der Wart. 1875 wurde die evangelische Schule erbaut, die auch als Kirche dient.
Obwohl in der Zeit des 17. Jahrhunderts die deutsche Besiedlung immer mehr zunahm, waren zu dieser Zeit noch immer rund 50 Prozent der Gesamtbevölkerung ungarischsprachig. 1880 waren es nur noch 16 Prozent, 1910  nur mehr 10,4 Prozent. Der Ort war, wie das gesamte Burgenland bis 1920/21, Teil Ungarns (Deutsch-Westungarn). Seit 1898 musste auf Grund der Zentralisierungspolitik der Regierung in Budapest der ungarische Ortsname Vasjobbágyi (Vas = Komitat Eisenburg) verwendet werden. Nach Ende des Ersten Weltkriegs wurde nach zähen Verhandlungen Deutsch-Westungarn in den Verträgen von St. Germain und Trianon 1919 Österreich zugesprochen.
Die Gemeinde Jabing gehört seit 1921 zum neu gegründeten Bundesland Burgenland (siehe auch Geschichte des Burgenlandes). Im Zweiten Weltkrieg lag Jabing direkt im Frontbereich und wurde am 5. April 1945 von russischen Soldaten eingenommen. 1971 erfolgte der Anschluss der Gemeinde Jabing an die Großgemeinde Großpetersdorf infolge des In-Kraft-Tretens des Burgenländischen Gemeindestrukturverbesserungsgesetzes. 1992 trennten sich Großpetersdorf und Jabing per Gemeinderatsbeschluss wieder.

## Wirtschaft und Infrastruktur

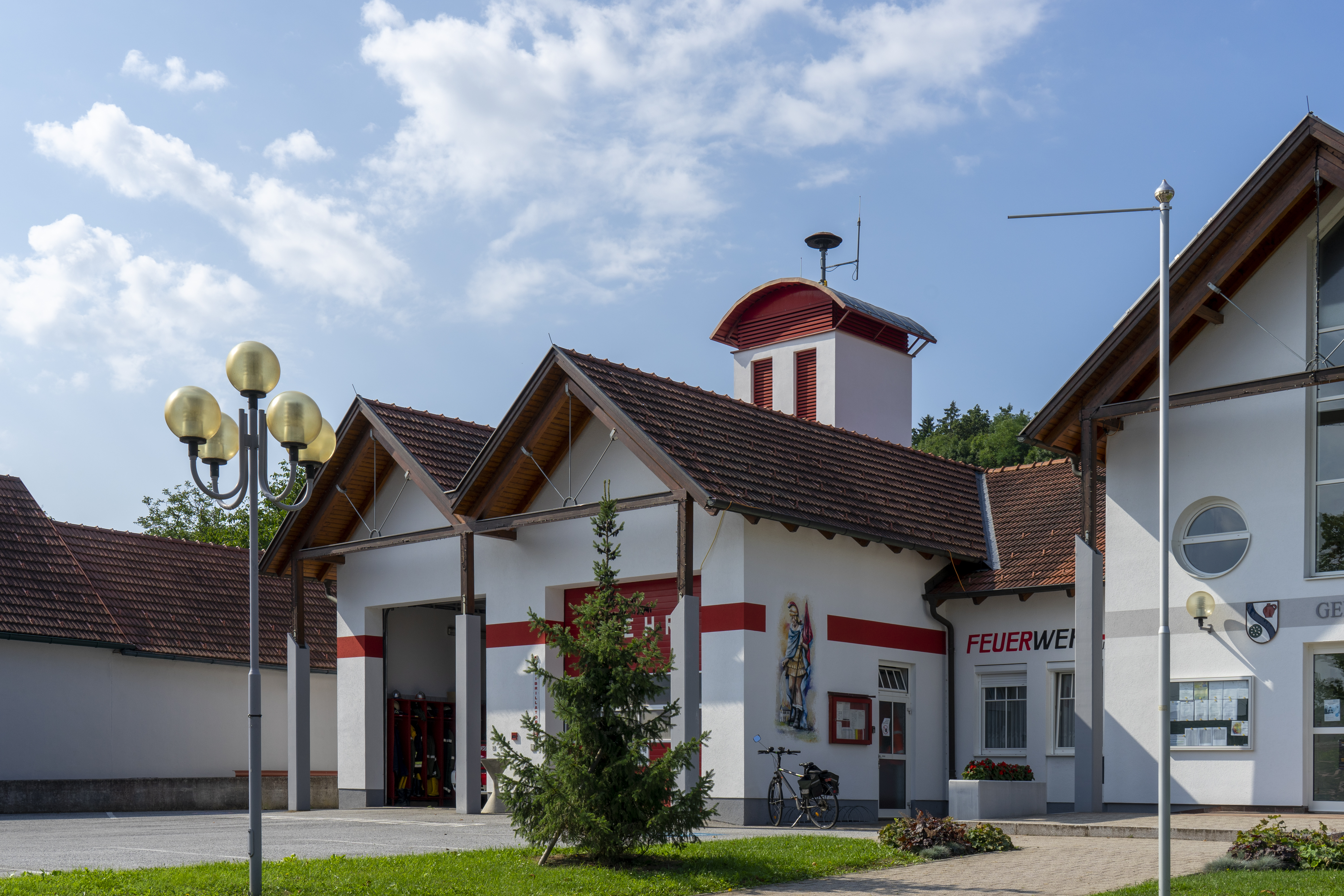
Freiwillige Feuerwehr Jabing

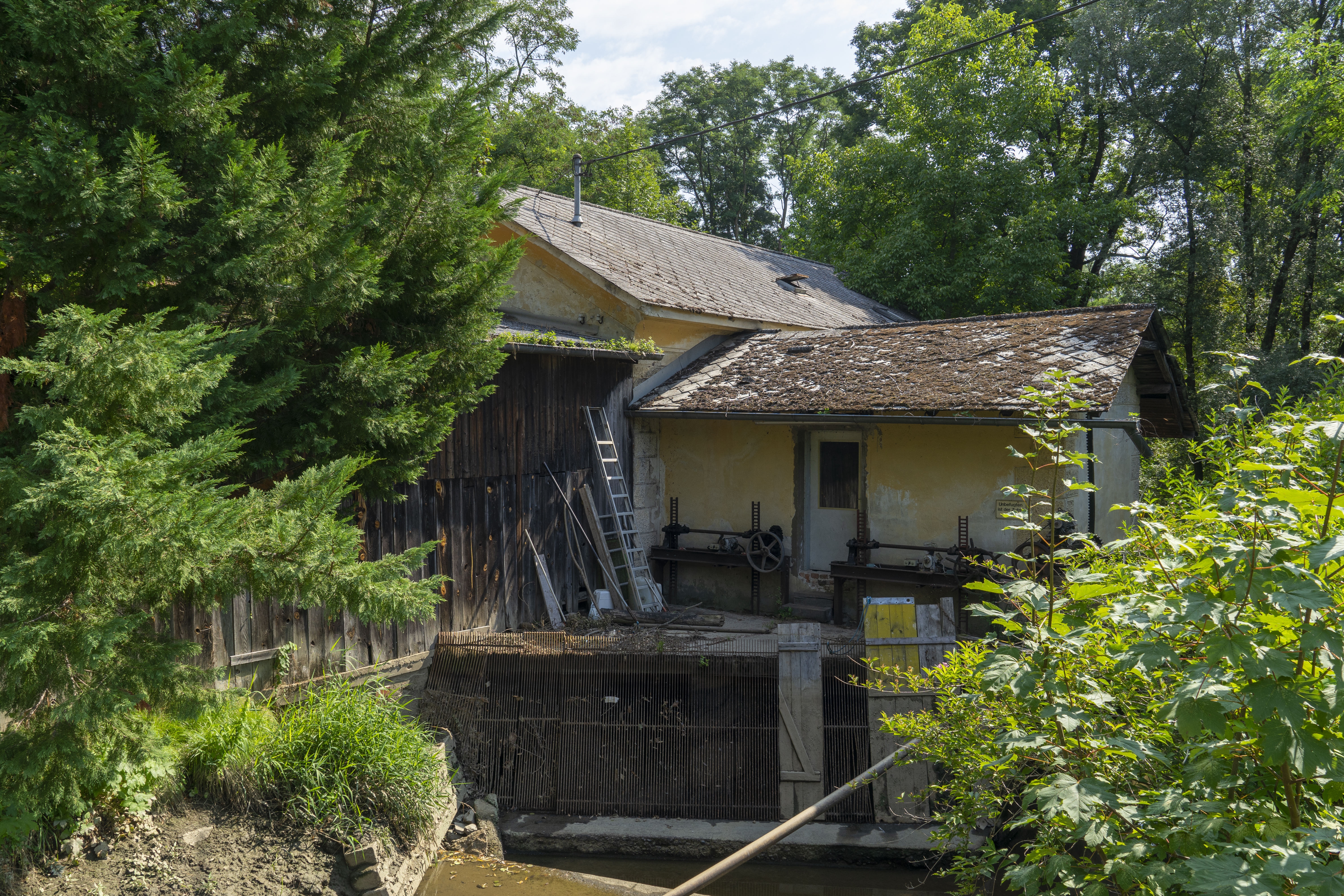
Laufkraftwerk an der Pinka

In den Jahren 1999 bis 2010 nahm die Anzahl der landwirtschaftlichen Betriebe um fast die Hälfte ab. Von den 20 Betrieben des Jahres 2011 war einer Haupterwerbsbetrieb.
| Wirtschaftssektor            | Anzahl Betriebe | Anzahl Betriebe | Erwerbstätige | Erwerbstätige |
| Wirtschaftssektor            | 2011            | 2001            | 2011          | 2001          |
| ---------------------------- | --------------- | --------------- | ------------- | ------------- |
| Land- und Forstwirtschaft 1) | 20              | 37              | 3             | 2             |
| Produktion                   | 7               | 6               | 19            | 23            |
| Dienstleistung               | 22              | 10              | 31            | 36            |

1) Betriebe mit Fläche in den Jahren 2010 und 1999
- Eisenbahn: Auf der Bahnlinie, die bei Friedberg von der Aspangbahn abzweigt, wurde im Jahr 2011 der Personenverkehr eingestellt.[6] Die stillgelegte Bahnstrecke von Unterwart nach Großpetersdorf, die durch das nördliche Gemeindegebiet führt, wurde im Jahr 2018 von einer Tochtergesellschaft des Landes Burgenland gekauft.[7]
- Straße: Die Steinamangerer Straße verbindet Jabing mit Oberwart und Pinkafeld im Nordwesten und mit Szombathely im Osten.

## Kultur und Sehenswürdigkeiten
- Katholische Pfarrkirche Jabing hl. Anna

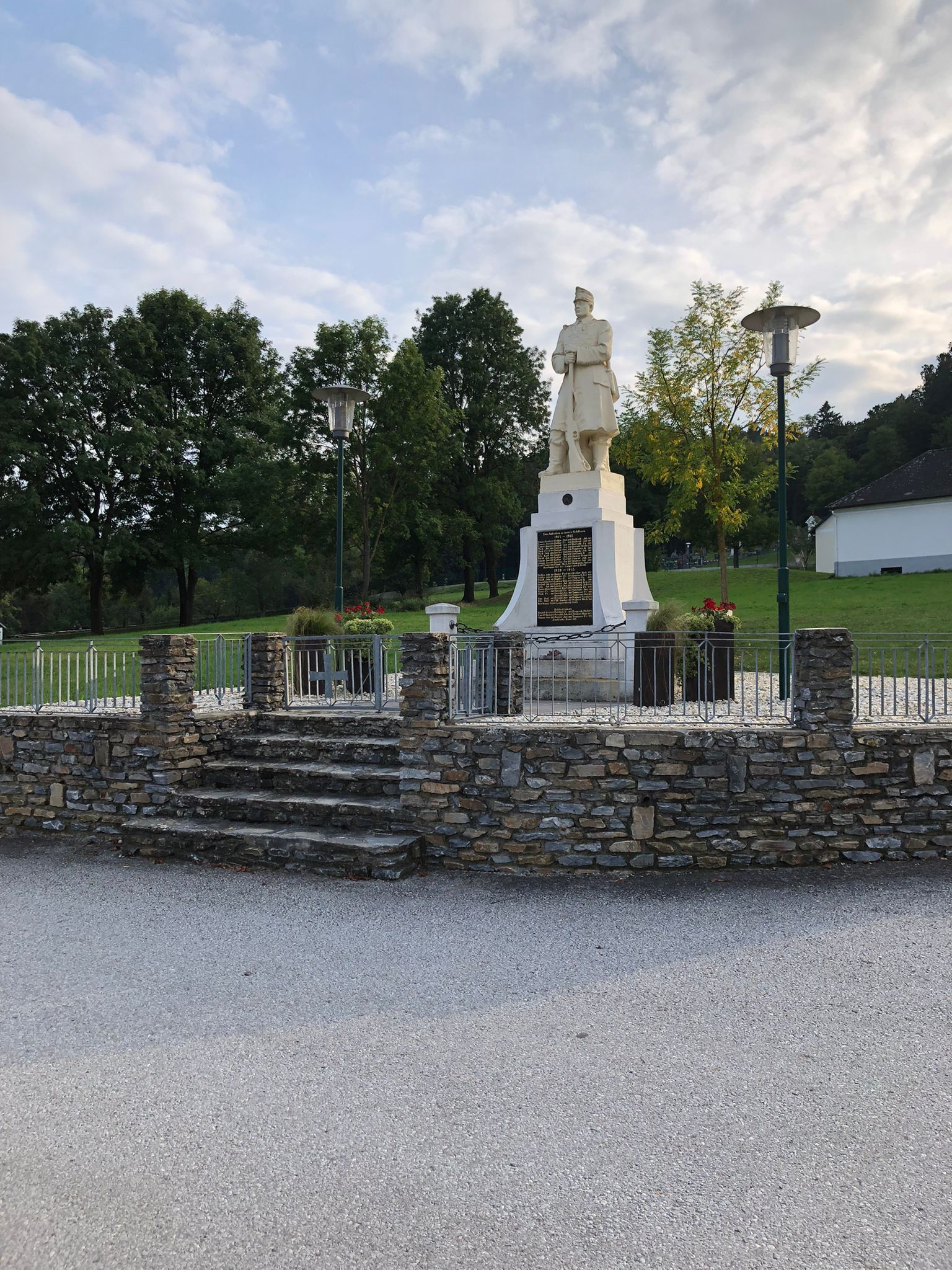
Kriegerdenkmal Jabing

## Politik

### Gemeinderat

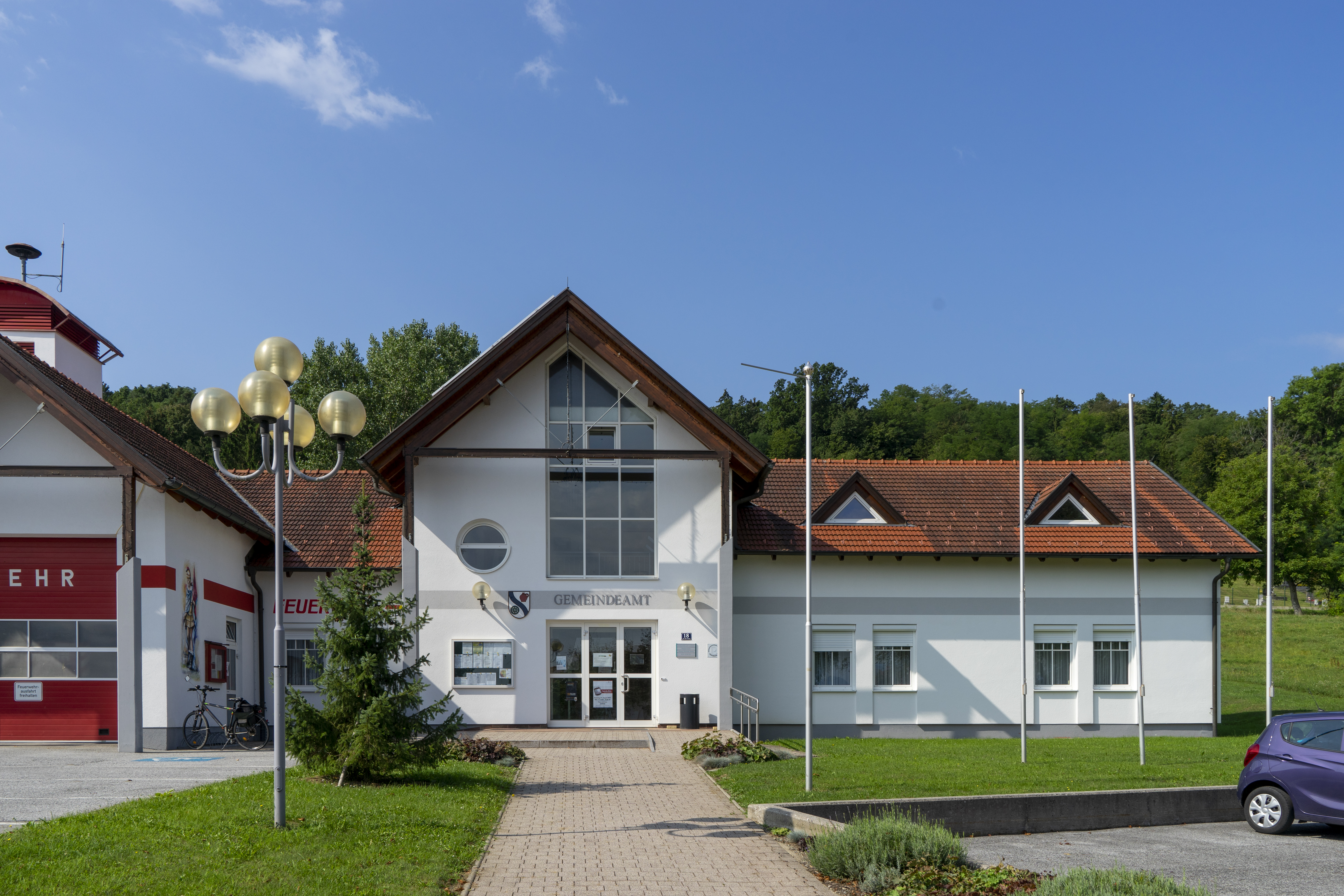
Gemeindeamt Jabing

Der Gemeinderat umfasst aufgrund der Anzahl der Wahlberechtigten insgesamt 13 Mitglieder.
| Partei          | 2022             | 2022             | 2022             | 2017             | 2017             | 2017             | 2012             | 2012             | 2012             | 2007             | 2007             | 2007             | 2002             | 2002             | 2002             | 1997             | 1997             | 1997             |
| Partei          | Sti.             | %                | M.               | Sti.             | %                | M.               | Sti.             | %                | M.               | Sti.             | %                | M.               | Sti.             | %                | M.               | Sti.             | %                | M.               |
| --------------- | ---------------- | ---------------- | ---------------- | ---------------- | ---------------- | ---------------- | ---------------- | ---------------- | ---------------- | ---------------- | ---------------- | ---------------- | ---------------- | ---------------- | ---------------- | ---------------- | ---------------- | ---------------- |
| SPÖ             | 336              | 58.03            | 8                | 344              | 60,78            | 8                | 350              | 57,00            | 7                | 332              | 54,43            | 7                | 290              | 50,52            | 7                | 276              | 51,30            | 7                |
| PROJ A1         | 243              | 41.97            | 5                | 222              | 39,22            | 5                | nicht kandidiert | nicht kandidiert | nicht kandidiert | nicht kandidiert | nicht kandidiert | nicht kandidiert | nicht kandidiert | nicht kandidiert | nicht kandidiert | nicht kandidiert | nicht kandidiert | nicht kandidiert |
| ÖVP             | nicht kandidiert | nicht kandidiert | nicht kandidiert | nicht kandidiert | nicht kandidiert | nicht kandidiert | 264              | 43,00            | 6                | 278              | 45,57            | 6                | 284              | 49,48            | 6                | 262              | 48,70            | 6                |
| Wahlberechtigte | 747              | 747              | 747              | 719              | 719              | 719              | 727              | 727              | 727              | 704              | 704              | 704              | 656              | 656              | 656              | 627              | 627              | 627              |
| Wahlbeteiligung | 82,33 %          | 82,33 %          | 82,33 %          | 85,54 %          | 85,54 %          | 85,54 %          | 88,45 %          | 88,45 %          | 88,45 %          | 90,77 %          | 90,77 %          | 90,77 %          | 92,68 %          | 92,68 %          | 92,68 %          | 91,87 %          | 91,87 %          | 91,87 %          |

### Gemeindevorstand
Neben Bürgermeister Günter Valika (SPÖ) und Vizebürgermeister Franz Saurer (PROJA) gehört weiters der Gemeinderat Dominik Graf (SPÖ) dem Gemeindevorstand an.

### Bürgermeister
Bürgermeister ist Günter Valika (SPÖ). Nach dem altersbedingten Rücktritt von Alois Loipersbeck (ÖVP), der seit 2002 Bürgermeister war, setzte sich Valika bei der Bürgermeisterdirektwahl 2007 mit 58,69 % gegen Margarete Innes, die 41,31 % erreichte, durch. Bei der Wahl 2012 gewann Valika mit 61,11 % erneut gegen Innes. Bei der Wahl 2017 siegte Valika mit 64,71 % gegen Franz Saurer von der neuen Liste PROJA, wobei er das Ergebnis der SPÖ um 3,93 Prozentpunkte übertraf. Saurer wurde bei der konstituierenden Sitzung des Gemeinderats zum Vizebürgermeister gewählt.
Leiterin des Gemeindeamts ist Klaudia Zartler.

## Persönlichkeiten
- Josef Baliko (1876–1930), Holzarbeiter und Politiker
- Gerhard Krammer (* 1965), Komponist und Musiker, Radiomoderator[17]